# Maha Singkil
Maha Singkil is een bestuurslaag in het regentschap Aceh Tenggara van de provincie Atjeh, Indonesië. Maha Singkil telt 387 inwoners (volkstelling 2010).